# Feyzabad (Razavikhorasan)
Feyzabad (persiska: فیض آباد) är en stad i Iran.   Den ligger i provinsen Razavikhorasan, i den nordöstra delen av landet, 700 km öster om huvudstaden Teheran. Feyzabad ligger 943 meter över havet och antalet invånare är 14 721. Staden är administrativt centrum för delprovinsen (shahrestan) Mah Velat.
Terrängen runt Feyzabad är platt.Runt Feyzabad är det ganska glesbefolkat, med 25 invånare per kvadratkilometer. Feyzabad är det största samhället i trakten. Omgivningarna runt Feyzabad är i huvudsak ett öppet busklandskap.